# Relax (collectif d'artistes)
Pour les articles homonymes, voir Relax.
 (février 2021).
La mise en forme du texte ne suit pas les recommandations de Wikipédia : il faut le « wikifier ».
Les points d'amélioration suivants sont les cas les plus fréquents. Le détail des points à revoir est peut-être précisé sur la page de discussion.
- Les titres sont pré-formatés par le logiciel. Ils ne sont ni en capitales, ni en gras.
- Le texte ne doit pas être écrit en capitales (les noms de famille non plus), ni en gras, ni en italique, ni en « petit »…
- Le gras n'est utilisé que pour surligner le titre de l'article dans l'introduction, une seule fois.
- L'italique est rarement utilisé : mots en langue étrangère, titres d'œuvres, noms de bateaux, etc.
- Les citations ne sont pas en italique mais en corps de texte normal. Elles sont entourées par des guillemets français : « et ».
- Les listes à puces sont à éviter, des paragraphes rédigés étant largement préférés. Les tableaux sont à réserver à la présentation de données structurées (résultats, etc.).
- Les appels de note de bas de page (petits chiffres en exposant, introduits par l'outil «  Source ») sont à placer entre la fin de phrase et le point final[comme ça].
- Les liens internes (vers d'autres articles de Wikipédia) sont à choisir avec parcimonie. Créez des liens vers des articles approfondissant le sujet. Les termes génériques sans rapport avec le sujet sont à éviter, ainsi que les répétitions de liens vers un même terme.
- Les liens externes sont à placer uniquement dans une section « Liens externes », à la fin de l'article. Ces liens sont à choisir avec parcimonie suivant les règles définies. Si un lien sert de source à l'article, son insertion dans le texte est à faire par les notes de bas de page.
- La présentation des références doit suivre les conventions bibliographiques. Il est recommandé d'utiliser les modèles {{Ouvrage}}, {{Chapitre}}, {{Article}}, {{Lien web}} et/ou {{Bibliographie}}. Le mode d'édition visuel peut mettre en forme automatiquement les références.
- Insérer une infobox (cadre d'informations à droite) n'est pas obligatoire pour parachever la mise en page.

Pour une aide détaillée, merci de consulter Aide:Wikification.
Si vous pensez que ces points ont été résolus, vous pouvez retirer ce bandeau et améliorer la mise en forme d'un autre article.
Relax (chiarenza & hauser & co) est un collectif d'artistes fondé par Marie-Antoinette Chiarenza et Daniel Hauser. Les travaux, œuvres d'art et projets publics, de Chiarenza & Hauser sont réalisés et exposés principalement en Europe, en Amérique du Nord et Amérique latine depuis 1983. Les studios des artistes sont, depuis 2003, situés à Zurich en Suisse.

## Vie et travail
RELAX est un collectif co-fondé par Marie-Antoinette Chiarenza (née en 1957 à Tunis, Tunisie) artiste et chargée de cours depuis 2010 à la HEAD (Haute École d'art et de design Genève) et par Daniel Hauser (né en 1959 à Berne, Suisse) artiste et responsable des études arts visuels à la F+F School of Art and Design Zurich depuis 2000. Durant l'été 2013, Chiarenza et Hauser étaient membres résidents du corps enseignant de Skowhegan School of Painting and Sculpture.

### Le nom
Au début de la coopération, le collectif s'appelle Chiarenza & Hauser, puis CH2 un acronyme sans genre, pour devenir RELAX (chiarenza & hauser & co). RELAX s'écrit en majuscules, comme indiqué dans la monographie We Save what you give (Nous sauvons ce que vous donnez) (2006), le « & co » désigne des co-opérations avec différents partenaires suivant les projets, en fonction des concepts.

### Les déclarations
Le collectif se fait connaître avec des déclarations telles que pensée seule est criminelle (1991), FIFTY-fifty (1991), les artistes ne sont pas des drapeaux (1993). Les déclarations deviennent parfois objet, comme : you pay but you don't agree with the price (tu paies mais tu n'es pas d'accord avec le prix) (1994-2013),, ou deviennent aussi photographie avec : Je suis une femme, pourquoi pas vous ? (1995).

### La pratique artistique
La pratique artistique de RELAX est associée à l'art conceptuel et l'installation (art). Les projets d'exposition comprennent des travaux dans la sphère publique, des expositions personnelles et collectives, des conférences et des performances dans des institutions artistiques suisses et internationales.
La coopération du collectif débute à Gyrophare en 1983, un squat dans une ancienne usine du nord de Paris transformé par des artistes et des habitants du quartier en une maison d'atelier pour artistes, un espace événementiel et un centre communautaire. Au cours des dix premières années, les artistes développent une approche critique de la production d'objets d'art, utilisant l'interdisciplinarité pour développer un art in situ, essentiellement spécifique à un lieu. Chiarenza & Hauser développent une pratique artistique basée sur la contextualisation, l'intervention et l'infiltration. Leur pratique est consacrée à des préoccupations telles que les hiérarchisations sociales, l'accès et l'affiliation dans la société, le féminisme et l'histoire de l'art féministe, la critique de la masculinité et le canon de l'histoire de l'art, le canon esthétique.
De 1985 à 2002, Chiarenza & Hauser bénéficient des ateliers d'artistes de la ville de Bienne, depuis 2003, RELAX est basé à Zurich. Pour leurs recherches et leurs projets, les artistes obtiennent diverses bourses et participent à plusieurs programmes d'artistes en résidence, principalement en Europe occidentale et orientale, en Amérique du Nord et en Amérique latine. En 1994, RELAX réalisent Thank You, une installation collaborative et interactive au Capp Street Project (CSP) à San Francisco, thématisant des questions d'art et d'argent, en reproduisant l'espace d'un café comme lieu de rencontre, en utilisant des interviews vidéo et audio. Le CSP est maintenant géré par le CCA Wattis Institute for Contemporary Arts.
En juin 2000, RELAX représentent la Suisse à la Biennale d'architecture de Venise, dans l'exposition collective « Moins d'esthétique, plus d'éthique » organisée par L'office fédéral de la culture.
En 2004, les artistes réalisent INLAY (incrustation), une œuvre permanente au siège de l'Organisation des Nations unies (ONU) à New York. Selon le magazine Metropolis, l'oeuvre consiste en « un ensemble de salles rénovées formant les coulisses de l'Assemblée générale ». Les incrustations composées du mot « paix » dans les six langues officielles de l'ONU sont placées sur douze surfaces différentes des portes, du sol et des meubles. Les matériaux utilisés pour les incrustations sont des matériaux nobles. D'après Swissinfo : « Qui plus est, le mot Paix est incrusté dans les six langues officielles de l’ONU – anglais, français, arabe, russe, chinois et espagnol. Un mot inscrit en diamant, en or, or blanc, tantalum et bois tropical. Ceci dans un but bien précis: rappeler toute la signification et le prix de la paix. Le message s’adresse directement aux puissants. Aux puissants seulement, puisque selon le protocole, en dehors des représentants de l’ONU, ces lieux ne sont ouverts qu’aux orateurs invités. »
En 2006, le Kunstmuseum Liechtenstein expose une des oeuvres faisant partie de la collection du musée, l'enseigne néon WHO PAYS? (qui paye ?), déclarant que " l'analyse critique de l'importance des valeurs économiques et du statut de l'art et de ses acteurs est formatrice du travail du groupe d'artistes RELAX ". La critique de la culture de l'économie est une constante dans les œuvres de RELAX, comme le mentionnent les organisateurs du Festival 2009 de la Free Slow University Warsaw : "RELAX Studios se concentre sur les liens entre la production artistique et les structures sociales économiques et politiques, réalisant des interventions conceptuelles dans l'espace public, infiltrant aussi bien immeubles de bureaux, que de sièges d'entreprises et d'organisations".
Au moyen d'essais vidéo (de 2014 à 2017) avec la militante et philosophe politique Silvia Federici et avec l'économiste féministe et experte du domaine du travail de soins Mascha Madörin, RELAX abordent des préoccupations des théoriciennes : la stigmatisation et le déplacement des femmes de la vie publique pendant la transition du Moyen Âge au capitalisme précoce, la dépossession des populations rurales contraintes au travail salarié, l'absence du travail domestique, de soins et d'éducation dans la représentation des équilibres économiques contemporains. Ces vidéos ont été présentées dans les installations (art) dans le cadre d'expositions au Museo Arte Gallarate, Kunstmuseum Luzern, Helmhaus Zurich et Kunstmuseum Liechtenstein ainsi que lors d'ateliers-performances publiques avec Mascha Madörin, Guest_*Talk entre Silvia Federici et Mascha Madörin en collaboration avec la F+F School of Art and Design.
En 2018, la Graphische Sammlung ETH Zurich (collection de gravures et de dessins de École polytechnique fédérale) mandate RELAX d'examiner de plus près les œuvres de la collection, leur provenance et la manière dont la collection s'est constituée au cours des 151 dernières années. Le résultat est une exposition intitulée What do we want to keep? (Que voulons-nous garder ?) qui amène un nouvel éclairage sur les œuvres de la collection. Les artistes se concentrent sur les représentations des femmes exerçant un travail rémunéré, les représentations principalement des artistes femmes, en abordant les questions du regard dans l'art et des processus de canonisation, ainsi que leur influence sur la valeur économique de l'oeuvre. Au cœur de l'exposition se trouve la vidéo ayant pour titre ongoing research,, dans laquelle les artistes rendent hommage à Linda Nochlin, en se référant à son célèbre essai de 1971 " Pourquoi n'y a-t-il pas eu de grandes femmes artistes ? "

## Galerie

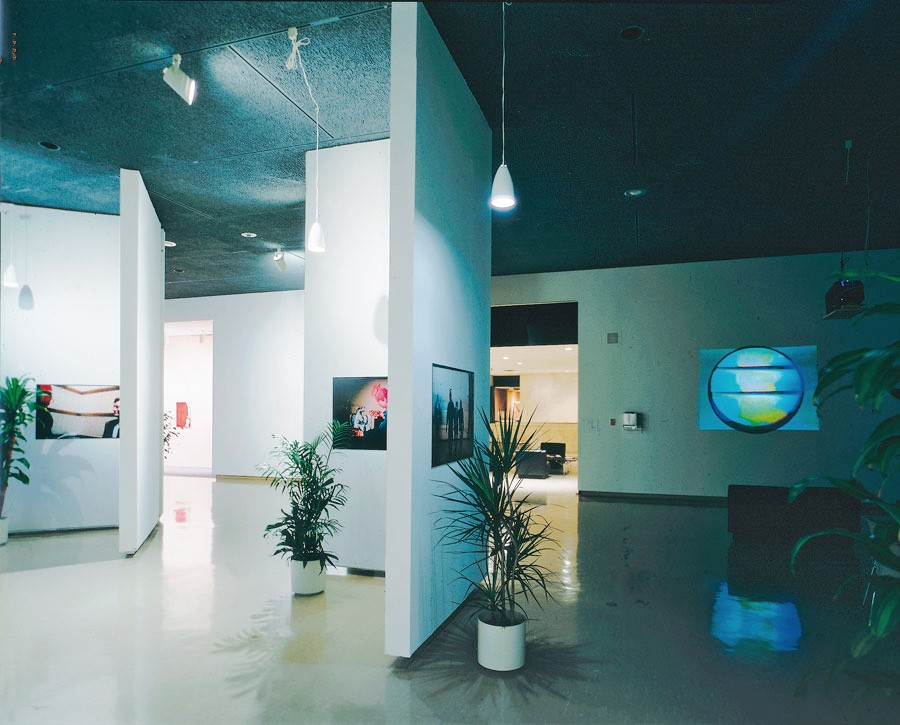
RELAX (chiarenza & hauser & co), goldfinger, 1993
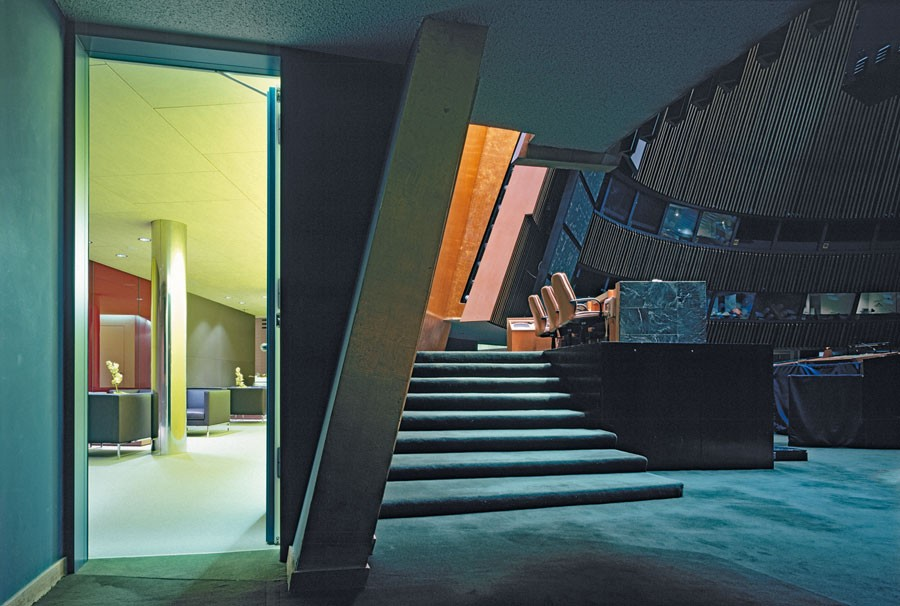
RELAX (chiarenza & hauser & co), INLAY, depuis 2004, siège des Nations unies à New York
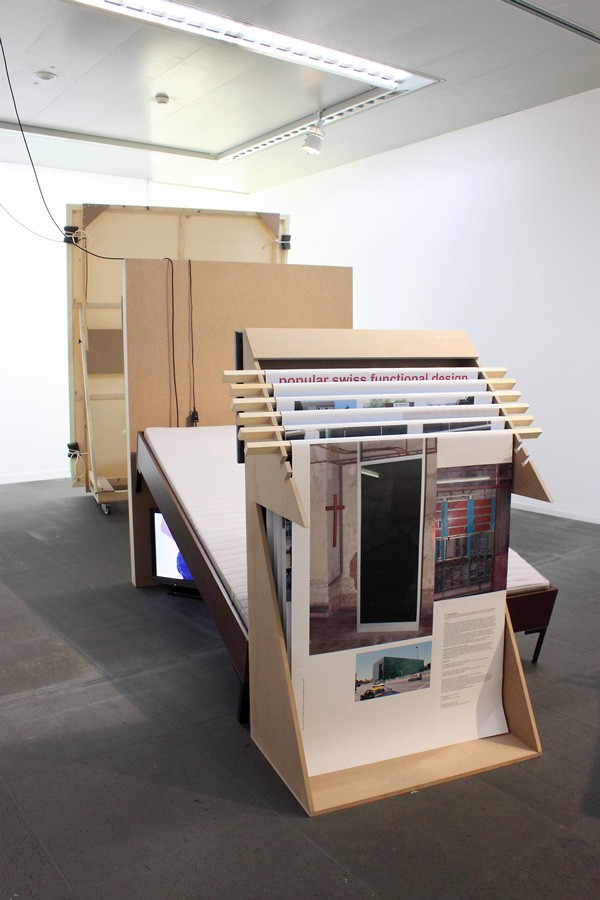
RELAX (chiarenza & hauser & co), invest & drawwipe, 2011
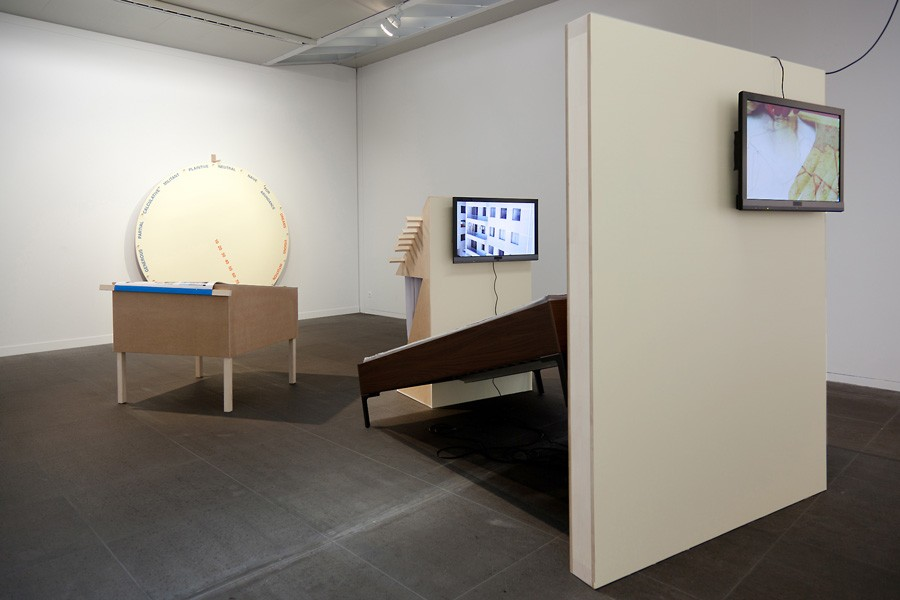
RELAX (chiarenza & hauser & co), invest & drawwipe, 2011
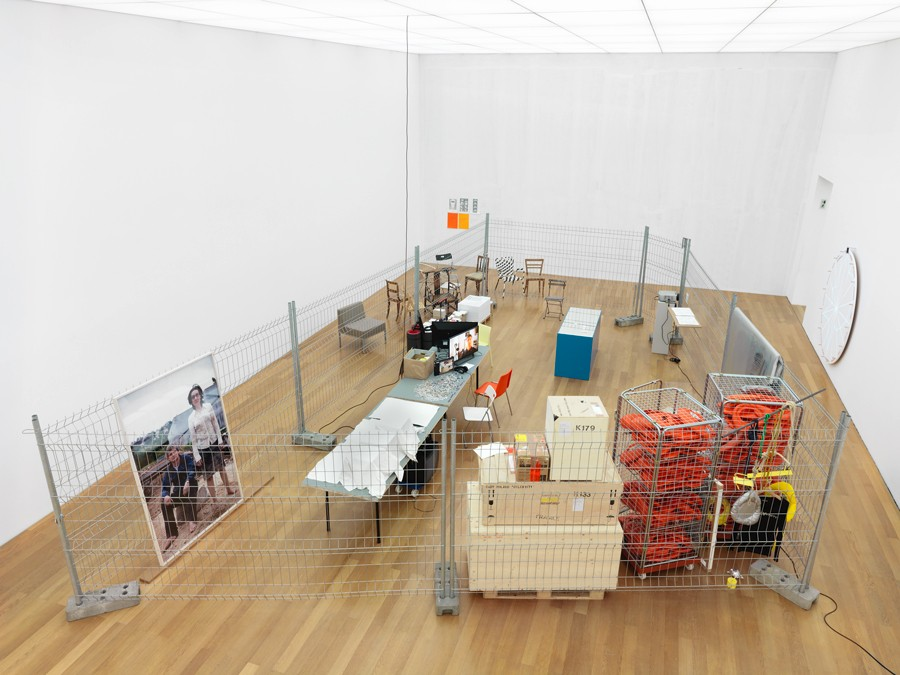
RELAX (chiarenza & hauser & co), what is wealth?, 2017
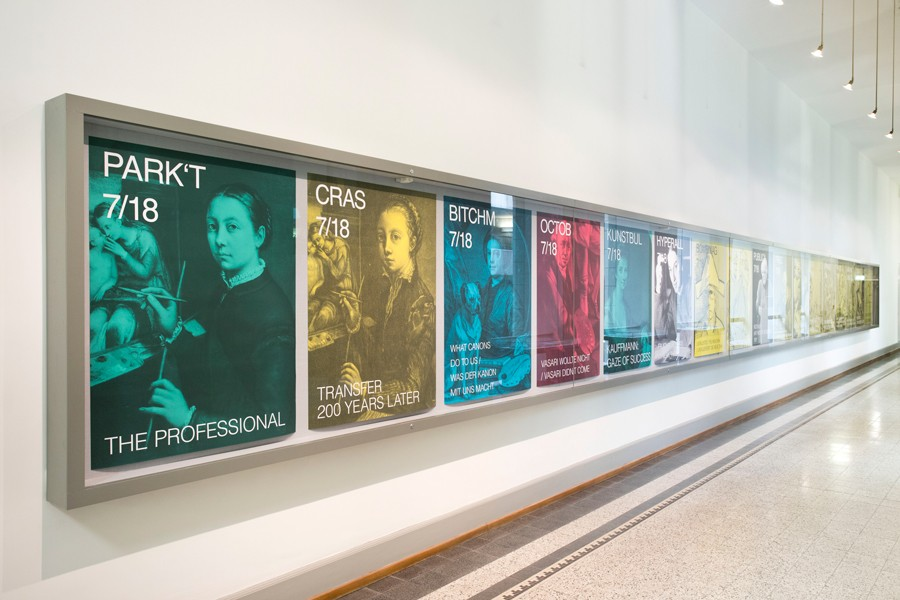
RELAX (chiarenza & hauser & co), canon? 17 covers for art magazines, 2018

## Expositions

### Expositions individuelles
- Capp Street Project San Francisco (1994)
- Center for Contemporary Art Tbilisi, Georgia (2015)
- Cornerhouse Manchester, England (2010)
- Graphische Sammlung ETH Zurich (2018)
- Hood Museum of Art, Dartmouth College, Hanover, NH (1999)
- Kunsthalle Basel (1992)
- Kunsthaus Centre Pasquart Biel-Bienne (2005)
- Kunsthaus Glarus (1994)
- Künstlerhaus Bethanien Berlin (2003)
- Kunstmuseum Thurgau, Kartause Ittingen (1994)
- Museum Folkwang Essen (2008)
- Shedhalle Zurich (1990)
- Stadtgalerie Saarbrücken (1995)
- The Corridor Reykjavik (1989)

### Expositions de groupe
- Aargauer Kunsthaus Aarau (1991, 2021)
- Kunsthalle Bern (1999)
- Kunstmuseum Bern (2011, 2018)
- Fondazione Michelangelo Pistoletto Biella (2002)
- Museo de la Solidaridad Salvador Allende, Santiago de Chile (2010)
- Fri-Art Kunsthalle Fribourg (2007)
- Museo Arte Gallarate (2015)
- Steirischer Herbst Graz (1991, 2007)
- Dunkers Culture Center Helsingborg (2003)
- Kunsthaus Langenthal (2008)
- Kunstmuseum Liechtenstein (2017, 2021)
- Kunstmuseum Lucerne (2015, 2017)
- Art en plein air, Môtiers (2007, 2015)
- City of Munich (2006)
- CAN Neuchâtel (2016)
- Swiss Institute New York City (1999)
- Sinopale 5, Sinop (2014)
- 1st Tbilisi Triennial, CCA Tbilisi (2012)
- Venice Biennial, 7. Int. Architecture Show, Swiss Pavilion (2000)
- Kunst Haus Garage, Vienna (2016)
- Museum of Modern Art Warsaw (2009)
- Passengers-Festival Warsaw (2009)
- Helmhaus Zurich (2017)
- Kunsthaus Zurich (2008, 2022)
- Manifesta 11, Löwenbräu-Kunst, Zurich (2016)
- Shedhalle Zurich (2004, 2008)

## Distinctions
- Bernische Kunstgesellschaft Bern (1989)
- Capp Street Project San Francisco, residence (1994)
- Dartmouth College, Hanover, New Hampshire, residence (1999)
- Ernst Anderfuhren Foundation Biel-Bienne (1994)
- Künstlerhaus Bethanien Berlin, residency (1993)
- London grant by Landis & Gyr Foundation, Zug, residency (2008)
- Grand Prix Meret Oppenheim, Office fédérale de la culture, Bern (2002)
- Swiss Institute / Institut suisse, Rome, résidence (1997/1998
- Work year awarded by the City of Zurich (2016)

## Collections publiques
- Aargauer Kunsthaus Aarau
- Kunstmuseum Bern
- n.b.k. Neuer Berliner Kunstverein, Berlin
- Collection fédérale d'art, Bern
- Librairie fédérale, Bern
- Collection du canton de Bern
- Collection de la ville de Biel-Bienne
- Kunsthaus Centre Pasquart Biel-Bienne
- University of Graz
- ZKM Center for Art and Media, Karlsruhe
- EFTA-Court Luxemburg
- United Nations Headquarters, New York
- Museo de la Solidaridad Salvador Allende, Santiago de Chile
- Kunstmuseum Liechtenstein, Vaduz
- City of Vaduz, Principality of Liechtenstein
- Collection du canton du Valais
- Ursula Blicke Video Archive, Belvedere Vienna
- Kunstmuseum Thurgau, Kartause Ittingen, Warth
- Graphic Art Collection ETH Zurich
- Kunsthaus Zürich
- Collection de la ville de Zurich
- Collection du canton de Zurich